# Giant (single)
Giant is een single van de Schotse DJ Calvin Harris, samen met de Engelse singer-songwriter Rag'n'Bone Man. De single bereikte de top van de hitlijsten in Schotland, België en Mexico. In een heleboel andere landen haalde het nummer de top 10. Voor het nummer verscheen er een songtekstvideo op 10 januari 2019. De officiële muziekvideo verscheen op 25 januari 2019 op het kanaal van Harris. De single stond anderhalve maand op 1 in de Vlaamse Ultratop 50, en werd zo de derde nummer 1-hit voor de producer in twee jaar tijd na One Kiss en Promises. In de Nederlandse Top 40 behaalde het nummer de 4e positie.